# Cantone di La Haye-Pesnel
Il Cantone di La Haye-Pesnel era una divisione amministrativa dell'arrondissement di Avranches.
È stato soppresso a seguito della riforma complessiva dei cantoni del 2014, che è entrata in vigore con le elezioni dipartimentali del 2015.
Comprendeva i comuni di:
- Beauchamps
- Les Chambres
- Champcervon
- Équilly
- Folligny
- La Haye-Pesnel
- Hocquigny
- La Lucerne-d'Outremer
- Le Luot
- La Mouche
- La Rochelle-Normande
- Sainte-Pience
- Saint-Jean-des-Champs
- Subligny
- Le Tanu